# I Feel So Bad
"I Feel So Bad" ("Me siento muy mal") es una canción del género blues y rumba grabado y popularizado por Elvis Presley, compuesto por Chuck Willis en 1954. Elvis grabó su propia versión del tema en 1961 y RCA lo editó como disco simple ese mismo año conjuntamente con el tema Wild in the Country. Ambas canciones lograron entrar a la lista Billboard Hot 100, 

## Grabación y edición
Elvis Presley grabó "I Feel So Bad" en el mítico estudio B de la RCA en Nashville, Tennessee, el 12 de marzo de 1961. Al rey del rock solo le tomó un par de horas el obtener el máster para confeccionar el sencillo. Fue la segunda toma la que RCA finalmente se decidió a editar. La sesión de grabación  de ese día estaba orientada principalmente a lograr un número suficiente de canciones (al menos una docena de ellas) como para editar el álbum Something for Everybody.
La idea original del mánager de Elvis, el coronel Tom Parker, había sido la de editar "I Feel So Bad" con “I Slipped, I Stumbled, I Fell.” pero Bill Bullock, uno de los ejecutivos de RCA insistió en que uno de los temas del álbum de la sesión de marzo de 1961 sea sustituido, por lo cual Elvis eligió el tema "I Feel So Bad" el cual le había gustado cuando lo escuchara años antes en su versión original.  No obstante esa premisa, "I Feel So Bad" se lanzó a la venta como disco sencillo con "Wild in the Country" en su lado B. Este último tema era el que daba título a la película homónima protagonizada por Elvis. 

## Músicos de la sesión
- Elvis Presley - voz
- Scotty Moore y Hank Garland - guitarras
- Bob Moore - bajo
- D. J. Fontana - batería
- Floyd Cramer - piano
- Homer Boots Randolphs - saxofón
- The Jordanaires y Millie Kirkham - coros [1]

## Letra
El cantante hace referencia a lo mal que se siente a nivel emocional y no en un nivel físico, motivando tal estado el hecho de reflexionar que quizás no esté viviendo en el lugar adecuado, lo cual le produce incertidumbre respecto a qué acción debe de tomar, si debe o no abordar un tren para dejar ese sitio. Al mismo tiempo su depresión hace que metafóricamente se compare con una bola que es usada para un juego durante un día de lluvia, paralelamente que él se encuentra de manera efectiva bajo la lluvia y que ante su estado depresivo solo se sacude el agua del rostro con la idea de seguir adelante de alguna forma aunque no sabe exactamente cómo. 
Like a ball game on a rainy day
Yes' I got my rain check
Shake my head and walk away 

## Recepción
El sencillo "I Feel So Bad"/"Wild in the Country" está actualmente certificado como disco de oro por la RIAA. 
El tema logró alcanzar los primeros puestos de varias rankings de éxitos en los Estados Unidos y en países de Europa, logrando acceder al puesto # 5 de la lista de Billboard Hot 100, el # 15 de la Billboard Hot R&B Songs,  a la vez que ingresaba en varias listas de países europeos como Bélgica, Holanda, y Dinamarca. 

## Otras ediciones
El tema ha formado parte de diversos compilados, el más exitoso de ellos Elvis Golden Records vol. 3

## Listas
| Listas (1961)           | Posición alcanzada |
| ----------------------- | ------------------ |
| Bélgica                 | 4                  |
| Billboard Hot 100       | 5                  |
| Billboard Hot R&B Songs | 15                 |
| Dinamarca               | 19                 |
| Holanda                 | 4                  |